# Науа
На́уа — этноязыковая общность в Мезоамерике, к которой также принадлежали ацтеки. В наибольшем числе проживают в районе городов Ауачапан, Сонсонате, Чалатенанго, Ла-Пас и в департаментах Сан-Сальвадор, Санта-Ана, Кускатлан, Кабаньяс. Основным языком общения служит науатль, на котором разговаривает примерно половина представителей науа, остальные общаются на испанском языке. Существует несколько десятков языков (диалектов) науа, многие из которых взаимно непонятны. Некоторые из них — пипиль или истмо принято считать отдельными языками.
Согласно исследованиям, предки науа прибыли из Аридоамерики, где сегодня располагаются юго-западные штаты США и север Мексики. Они отделились от других юто-ацтекских народов примерно 1500 лет назад и мигрировали в центральную Америку. Они стали расселяться в долине Мехико и после VI века основали новые цивилизации, наиболее известные из которых — империя тольтеков, существовавшая с VIII по XII век, и империя ацтеков (с XIV века), которая на пике своего могущества была разрушена испанскими завоевателями.

## Происхождение названия
Название «науа» ˈnaːwa-, с науатля переводится как «ясный/понятный/видимый», также другой вариант слова ˈnaːwat(i) можно переводить как «говорящий чисто» или ˈnaːwat͡ɬ «делающий ясным звук», или «хорошо изъясняющийся». Название является противоположностью слова «пополока» (popoˈloka), которое переводится как «невнятно говорящий и, которое употреблялось по отношению к иным народам и иностранцам. Другое самоназвание народа науатлака происходит из слова во множественном числе naːwaˈt͡ɬaːkaʔ и переводится, как «люди, говорящие на науатле».
Науа также называют ацтеками (астеками), хотя это название имеет иностранное происхождение. Несмотря на это, большинство историков продолжает использовать термин „ацтеки“, описывая цивилизацию, созданную народом науа. Себя же представители ацтекской империи называли меши́катль (meːˈʃiʔkat͡ɬ) (единственное число) или меши́ка (meːˈʃiʔkaʔ); вторым словом испанские завоеватели стали обозначать земли Центральной Америки, таким образом появилось название Мексика.

## История

### Доколумбов период

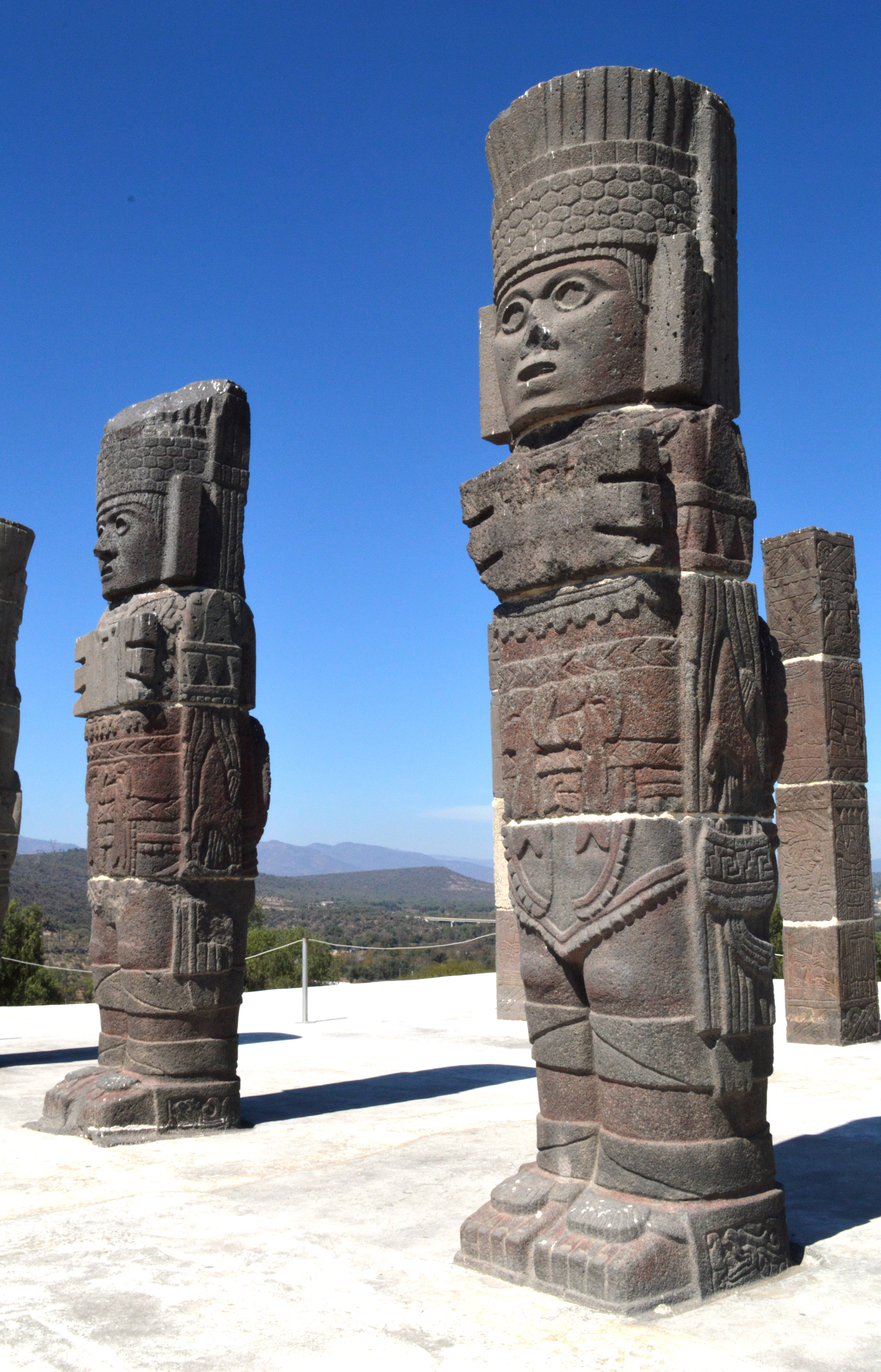
Статуи города Толлана, столицы тольтеков

Археологические раскопки и исследования лингвистов свидетельствуют о том, что науа прибыли из северных пустынь, где сегодня располагается северная часть Мексики и южная часть США. Миграция проходила в несколько волн; перед тем, как обосноваться в Мезоамерике, они жили в соседстве в народами кора и уичоль. Первая волна народов науа, или почутеки, осели на тихоокеанском побережье Оахака вероятно уже к 400 году нашей эры. Приблизительно к 600 году почутеки создают развитую цивилизацию в Мезоамерике и захватывают власть над народами ото-манге, тотонаками и уастеками.
Примерно в X веке другая группа науа, известные как тольтеки, создали мощную государственность со столицей в Толлане, заполучив власть над большей частью центральной Америки.

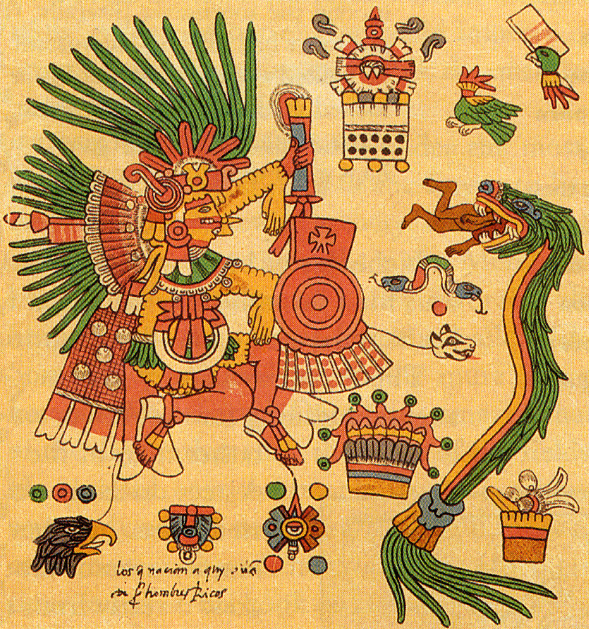
Ацтекские рисунки

Начиная с данного периода, науа становятся доминирующей этнической группой в долине Мехико и далеко за её пределами. Одновременно продолжалась миграция других народов науа с севера. После падения империи тольтеков среди науа началась массовая миграция; некоторые мигрировали на юг и сегодня известны как пипиль. Другие народы науа, создавая собственные государства и города, боролись за политическое превосходство. К югу от озера Тескоко земли находились под контролем Сочимилько, западные территории находились под контролем тепанеков, а востоком управлял народ акольуа. При последней волне миграции с севера прибыл другой народ науа — мешика, которые при попытке захватить земли были изгнаны жить на озеро Тескоко; однако через несколько веков они создают могущественное государство, известное как цивилизация ацтеков, и подчиняют себе соседние государства. В последние 300 лет до прихода испанцев ацтеки становятся сильнейшей империей в Центральной Америке, распространяя свой язык и культуру на соседние народы.

### Испанское завоевание
В 1519 году испанская экспедиция во главе с Эрнандо Кортесом прибыла на побережье Мексиканского залива недалеко от государства тотонаков, которые находились в подчинении у Ацтекской империи, поэтому сообщение о прибытии чужаков было немедленно отправлено ацтекскому императору Монтесуме II. Передвигаясь внутри страны, испанцы вступили в сражение с другим народом науа — тлашкальтеками и одержали победу. Испанцы заключили союз с тлашкальтеками, которые в свою очередь хотели избавиться от гнёта ацтеков. До того, как испанцы дошли до Теночтитлана, ацтекской столицы, они успели завоевать несколько крупных городов, подконтрольных ацтекам. Хотя испанцев в столице тепло приняли, они жестоко обращались с императором и сделали его своей марионеткой. Ацтекская знать, осознав это, изгнала испанцев, которые, в свою очередь, перебрались в город Тласкала. Через год при поддержке огромной армии тлашкальтеков испанцы начали осаду Теночтитлана, и через несколько месяцев город пал, после чего испанцы установили контроль над оставшимися регионами ацтекской империи. Образовав новое государство, подконтрольное Испании, испанцы признали народы науа своими союзниками и предоставили им некоторые льготы с частичным правом на самоуправление. Недавно историки Стефани Вуд и Мэттью Рестолл утверждали, что народы науа не восприняли слишком болезненно испанское завоевание, так как до этого страдали от бесконечных междоусобных войн.

### Колониальный период

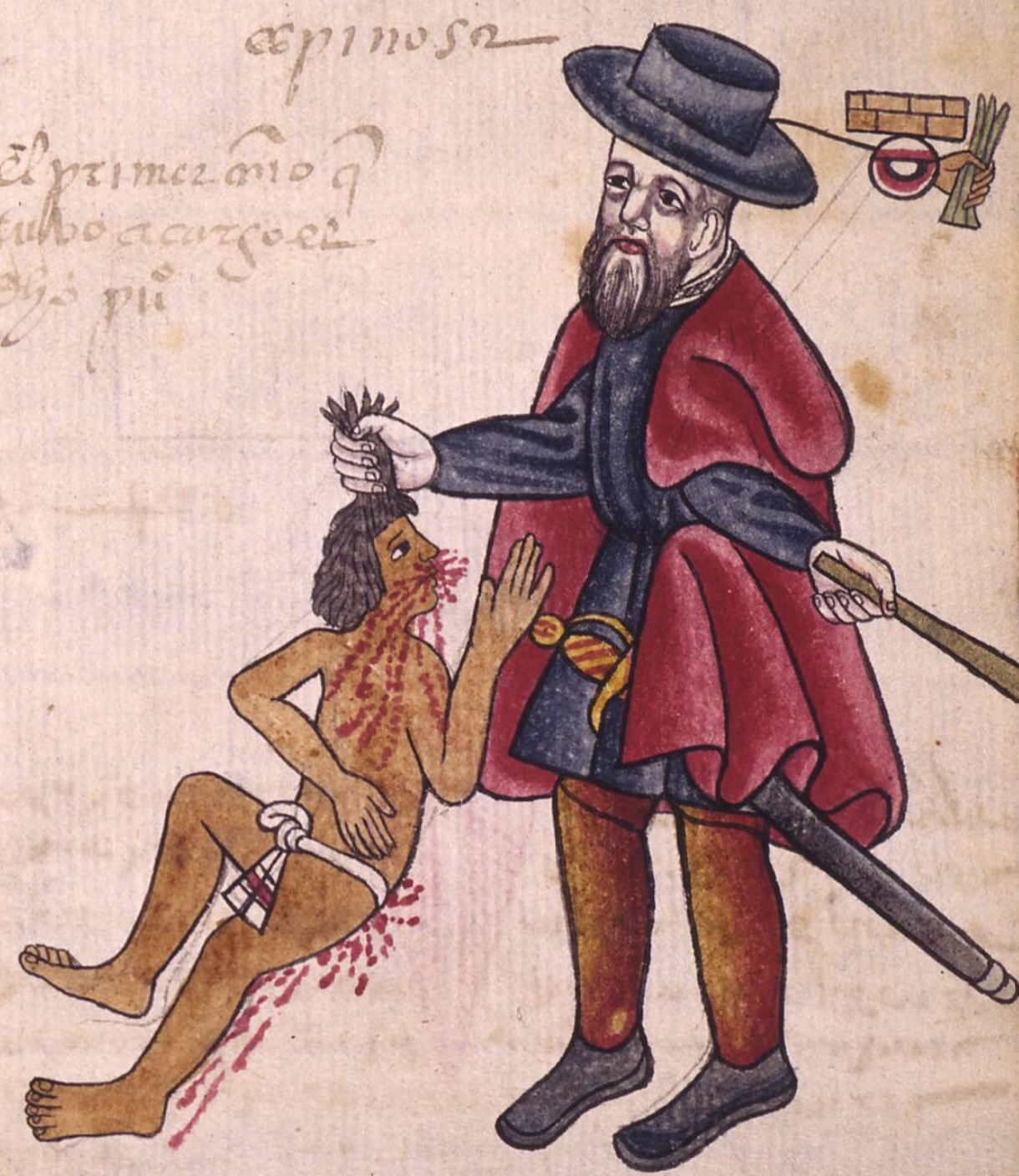
Испанец, наказывающий индейца, ацтекский рисунок.

В ранний период колонизации испанцы начинают процесс христианизации населения, в крупнейших индейских городах строятся церкви, в страну прибывают миссионеры, распространяющие христианство. Также испанцы облагали индейцев налогами. Вскоре испанцы разработали систему Энкомьенды, согласно уставу которой на каждого индейца распространялась трудовая повинность и он был обязан платить дань. Индейцы, отличавшиеся особым трудолюбием, получали трудовые ордена. В данный период контакт между испанцами и местным населением сводился к минимуму и касался исключительно собирания налогов и распространения католичества. Многие дворяне и наследные правители науа — тлатоани - продолжали удерживать власть в своих городах и в то же время подчинялись испанцам, в обмен на свою автономность они были обязаны собирать у населения дань для испанцев. Также многие дворяне науа принимали христианство, данные показывают, что во многих индейских городах и посёлках предводители и элита носили христианские имена, а некоторые получали испанский титул дона. По данным на 1535 год, в языке науатль начинают появляться испанские заимствования. Также тогда для языка был составлен латинский алфавит.
Науа сыграли важную роль в распространении испанского господства в отдельных уголках Центральной Америки. В начале колониального правления на юге центральной Америки испанцы при поддержке армии народов науа завоёвывали цивилизации майа, сапотеков и миштеков.
Позже процесс христианизации принимал более агрессивные обороты, тех представителей науа, которые продолжали поклоняться богам и отказывались принимать христианство, подвергали суровым наказаниям, проводились массовые казни. Но даже те науа, которые принимали новую религию, не отказывались от языческих ритуалов и нередко соединяли их с христианскими обычаями, особенно явно это происходило в тех местностях, где испанцы фактически отсутствовали. Испанцы, с целью воспитать новое поколение дворян-науа, открыли для них учебное заведение, Санта-Крус де Тлателолько, чтобы воспитать в них католических миссионеров. В заведении ученики обучались испанскому, латыни и науатлю.

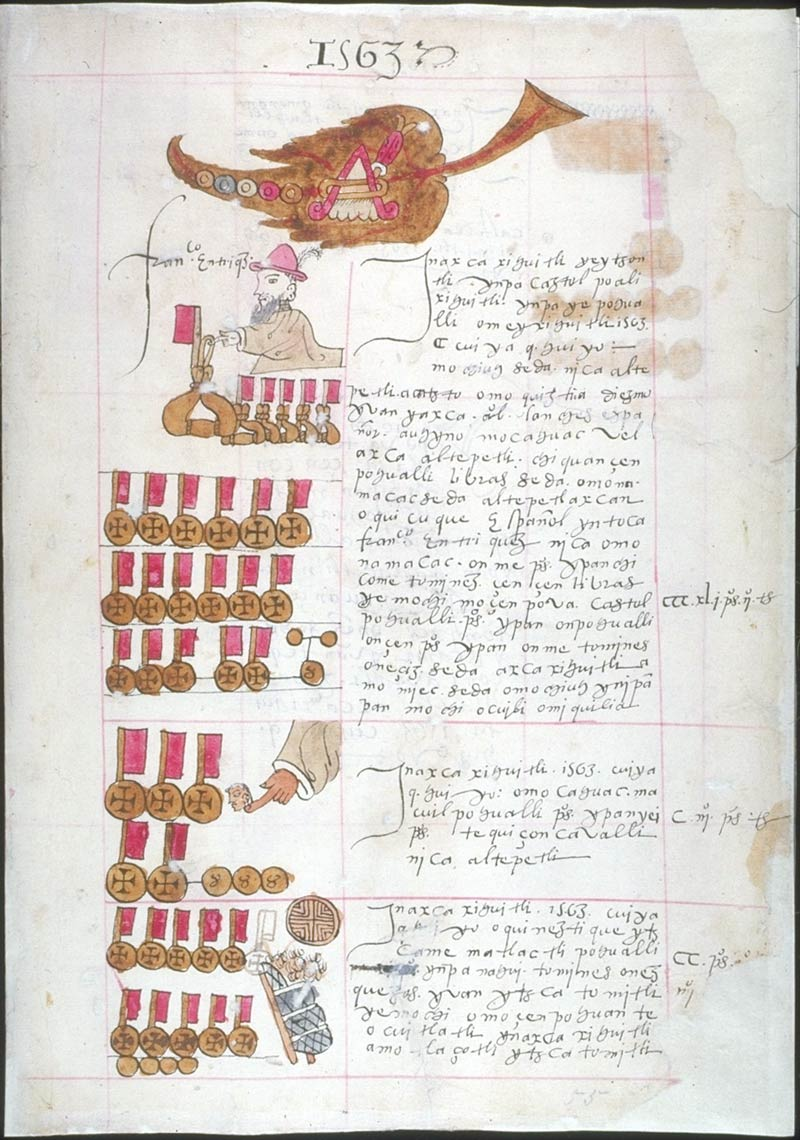
Кодекс сьерра, написанный на науатле 1550 год.

Во второй период колониального правления с середины XVI века науатль вбирает в себя всё больше испанских слов, главным образом существительных. Начинается культурная ассимиляция коренных народов, о чём свидетельствуют тексты на языке науатль, описывающие правовые документы, сделки, протоколы совета, обращения к короне и т. д. Городская власть в индейских городах сменяется с элиты и тлатоани на городские советы, образованные по испанскому типу. Особым исключением был крупный город Тласкала, который когда-то сотрудничал с испанцами в борьбе с ацтеками, который как минимум 100 лет после начала колониального правления сохранял традиционную структуру правления.
В конце XVI века начинается новая волна христианизации. Испанцы, наблюдая, как местное население смешивает языческие и христианские обычаи, приходят в выводу, что нецелесообразно использовать индейцев как священников и миссионеров. Так, в 1555 году все священники-индейцы были официально отстранены, хотя церкви в местных общинах продолжали действовать. Испанцы организовали братства (cofradías), цель которых заключалась в проповедовании «правильного христианства», они также помогали местным в правильном праздновании христианских праздников и организовывали похороны в соответствии с христианскими обычаями. Многие местные жители делали денежные пожертвования церкви, веря, что совершают добродетель и спасают свои души. Некоторые науа предоставляли братству подробные данные о местных жителях, их родственных отношениях, владении собственностью, социальном положении и многом другом. При этом владение грамотностью перестало быть достоянием элиты и письмо уже использовалось в повседневной жизни. Множество текстов, написанных на науатле, свидетельствует об образе жизни местного населения.
Если в XVI веке записи на науатле представляли смесь изображений и слов, то с середины XVII века это в основном уже полноценные тексты. Многие писатели науа создавали смешанные тексты на основе науатля и испанского. Тогда же впервые появляются тексты, где авторы озабочены тем, что местные жители обладают низшим социальным статусом, нежели испанцы, и утверждали права коренных общин на определённые территории. Это связано с постепенным ростом благосостояния науа, которые больше не страдали от эпидемий и преследования со стороны испанцев. Хотя по закону коренные общины имели права претендовать на земельные угодья, судьи практически всегда решали спор в пользу испанцев , таким образом на практике возможность получить земельный участок была практически нулевая .
Многие индейцы, в том числе и науа, работали на испанцев в основном без заключения трудового контракта. Каждый богатый испанец для обеспечения собственной безопасности занимался постоянным обновлением рабочей силы. Тогда многие коренные общины науа продолжали существовать как политические субъекты.

### Период независимости

Флаг Науа

После обретения Мексикой независимости кастовая система, созданная по расовым критериям, была ликвидирована и больше не использовалась властями, хотя продолжала широко бытовать среди населения. Новая республика определяла всех людей гражданами страны, а не вассалами испанской короны. Однако с данного периода практически не создаётся больше текстов на науатле, а национальное самосознание и язык науа фактически маргинализируются. Это связано с тем, что в период испанского владычества науа получали дополнительные права и привилегии над остальным коренным населением, и им гарантировалась защита языка и культурных ценностей. Например, ранее организовывались суды, в которые индейские общины могли подавать жалобы в случае, если на их посёлки и города совершались набеги. После независимости такие суды перестали существовать. Новая власть не признавала прав коренных народов на сохранение их культуры, социальной и экономической достаточности. Начинается период этноцида, в том числе и науа, который приводит к тому, что многие коренные народы подвергаются метисации и забывают родной язык.
В XIX веке индейский вопрос становится актуальным. Строительство новой мексиканской нации означало ассимиляцию всех народов, а индейские общины воспринимались властью как главное препятствие экономического прогресса. Параллельно всё более популярными становятся либеральные идеи, предусматривающие право каждого человека на частную собственность и право общин на владение их землями. Поскольку земельная собственность была экономической основой для индейских общин и единственной возможностью сохранять национальную идентичность, право на землевладение стало главным вопросом либеральных демократов. В результате в 1857 году в конституции страны появилась поправка, отменяющая практику корпоративного имущества. Это также связано с тем, что новый президент Мексики был индейцем-сапотеком. Однако позже новый президент устанавливает в стране диктатуру и отнимает у индейских общин сахарные плантации, что приводит к народным волнениям и, в результате, революции, ключевую роль в которой сыграли науа. После этого среди науа начался процесс культурного возрождения. Современные науа продолжают отмечать ацтекские праздники, в частности, ацтекский новый год. Одним из наиболее известных политических и культурных активистов народа науа был Игнасио Мануэль Альтамирано.

## Численность и расселение
| Регион                 | Численность | Доля от общего населения |
| ---------------------- | ----------- | ------------------------ |
| Федеральный округ      | 37 450      | 0,44 %                   |
| Герреро                | 136 681     | 4,44 %                   |
| Идальго                | 221 684     | 9,92 %                   |
| Мехико                 | 55,802      | 0,43 %                   |
| Морелос                | 18,656      | 1,20 %                   |
| Оахака                 | 10,979      | 0,32 %                   |
| Пуэбла                 | 416,968     | 8,21 %                   |
| Сан-Луис-Потоси (штат) | 138,523     | 6,02 %                   |
| Тласкала               | 23,737      | 2,47 %                   |
| Веракрус               | 338,324     | 4,90 %                   |
| Остальные регионы      | 50,132      | 0,10 %                   |
| Всего:                 | 1,448,937   | 1,49 %                   |

Население науа по штатам Мексики

Территории компактного проживания науа

К началу XVI века народы науа широко проживали на территории Мексики, Сальвадора, Гватемалы и Никарагуа и во многих регионах были основным населением, многие регионы по сей день носят ацтекские названия. Науатль был официальным языком империи ацтеков и использовался как язык торговли в Центральной Америке. Завоевание Мексики испанцами привело к сокращению численности народов науа, они частично подверглись геноциду, а другая часть в период колониального правления подверглась метисации.
Сегодня[когда?] отсутствуют достоверные данные относительно количества представителей народа науа, так как мексиканское государство определяет национальность человека по языковым критериям. Таким образом, официальная статистика отражает лишь тех, кто владеет родным языком, но, по неофициальным данным, представителей науа во много раз больше, так как многие из них являются носителями испанского языка. По версии правительственной организации INEGI, многие науа из-за расовой дискриминации со стороны других коренных народов предпочитают отказываться от своей национальной идентичности. Также при переписи не учитываются дети младше 5 лет, которые составляют дополнительные 11—12 % населения. Согласно данным национальной комиссии по развитию коренных народов, численность науа в 2,5 раза выше по сравнению с официальной статистикой INEGI.
На территории Мексики проживает 1,4 миллиона носителей науатля, в том числе и 190 000, для которых этот язык остаётся единственным языком общения. Наибольшая концентрация науа без знания испанского сосредоточена в штате Герреро (24,8 %), по результатам переписи населения в 2000 году. В других регионах доля науа без знания испанского не превышает 5 %.
Наибольшее количество носителей языка науатль приходится на штаты Пуэбла, Веракрус, Идальго, Сан-Луис-Потоси и Герреро. Также крупные общины проживают в штате Мехико, Морелос, и Мексиканском федеральном округе, маленькие общины проживают в Мичоакане и Дуранго. До XX века носители языка проживали в штатах Халиско и Колима. В результате внутренней миграции представители науа проживают во всех штатах Мексики. Также в результате эмиграции в США диаспоры науа образовались в Нью-Йорке и Калифорнии.
В среднем представители науа менее грамотны, чем остальное население Мексики: умеют писать на родном языке 64,3 % (для сравнения: в среднем по стране 97,5 %). Мужчина науа тратит в среднем 9,8 года на образование, а женщина — 10,1 года (для сравнения: среднестатистический мужчина Мексики тратит 13,6 года на образование, а женщина — 14,1).

## Галерея

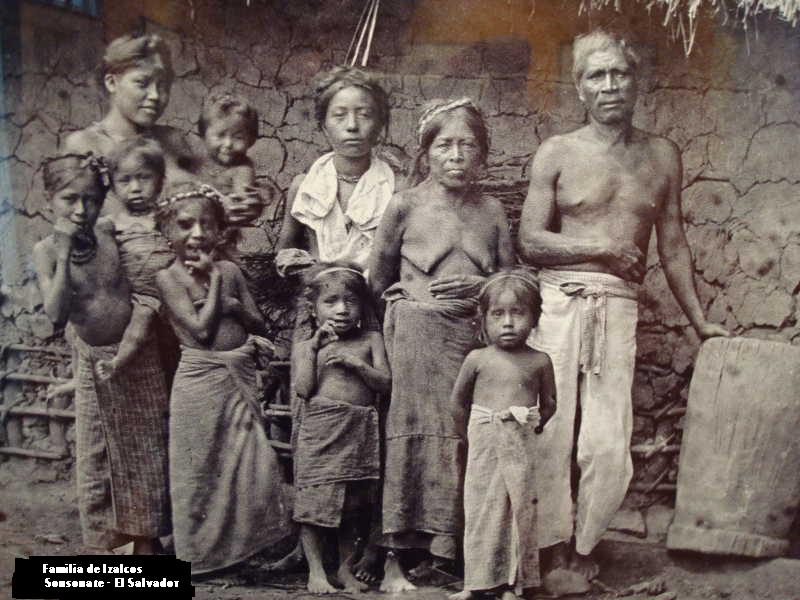
Семья науа, конец XIX века.
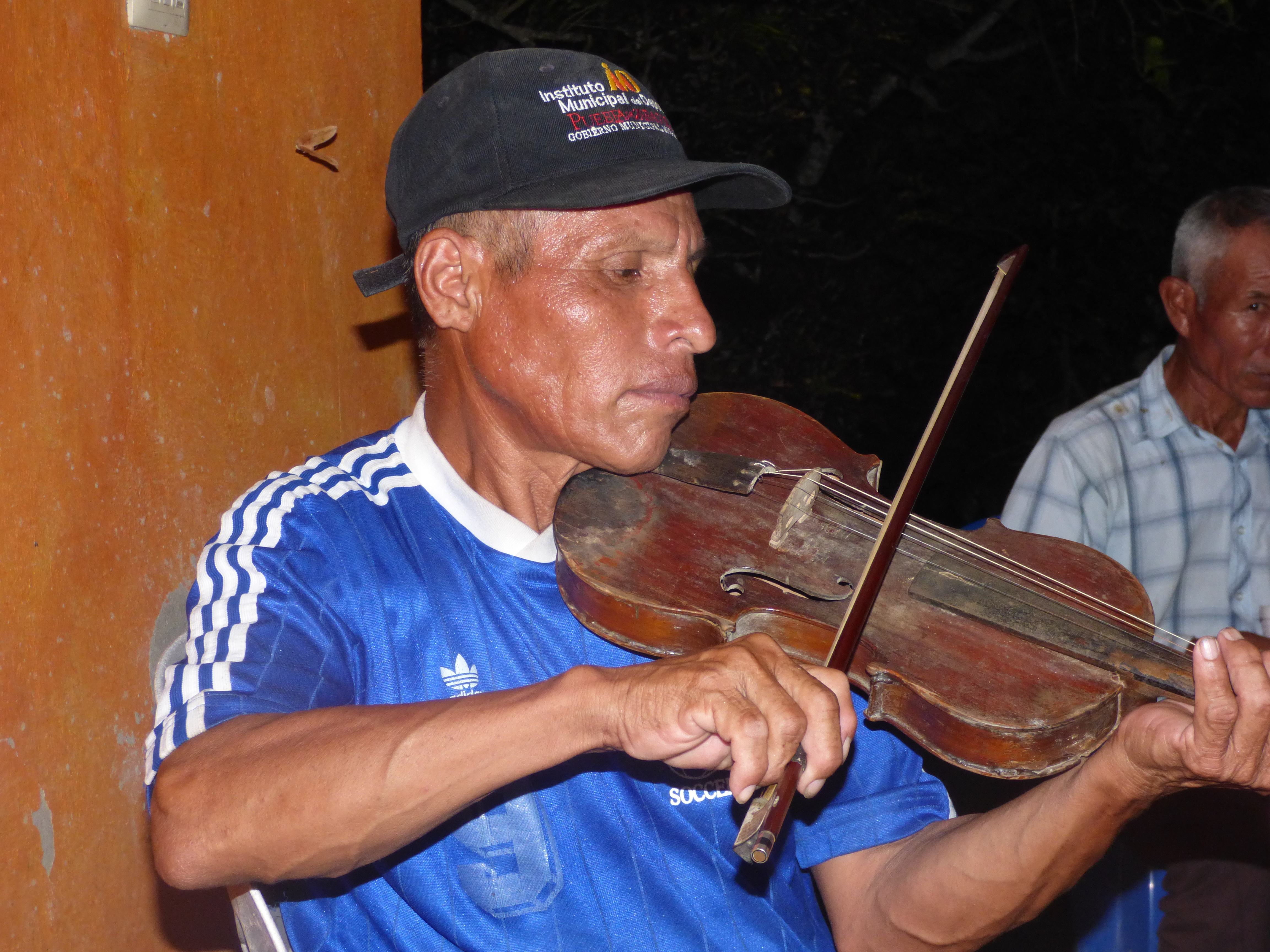
Уличный музыкант
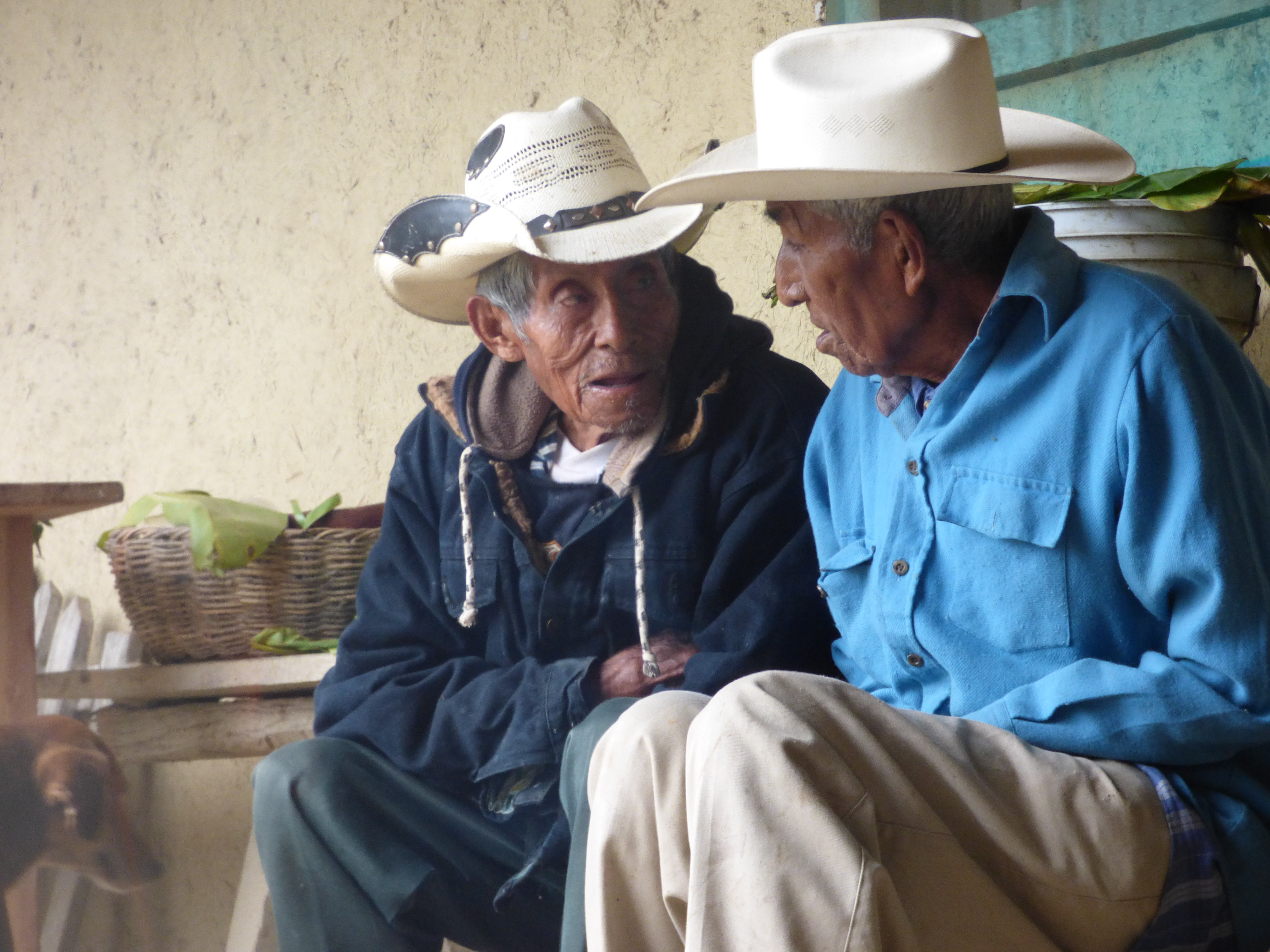
Два старика
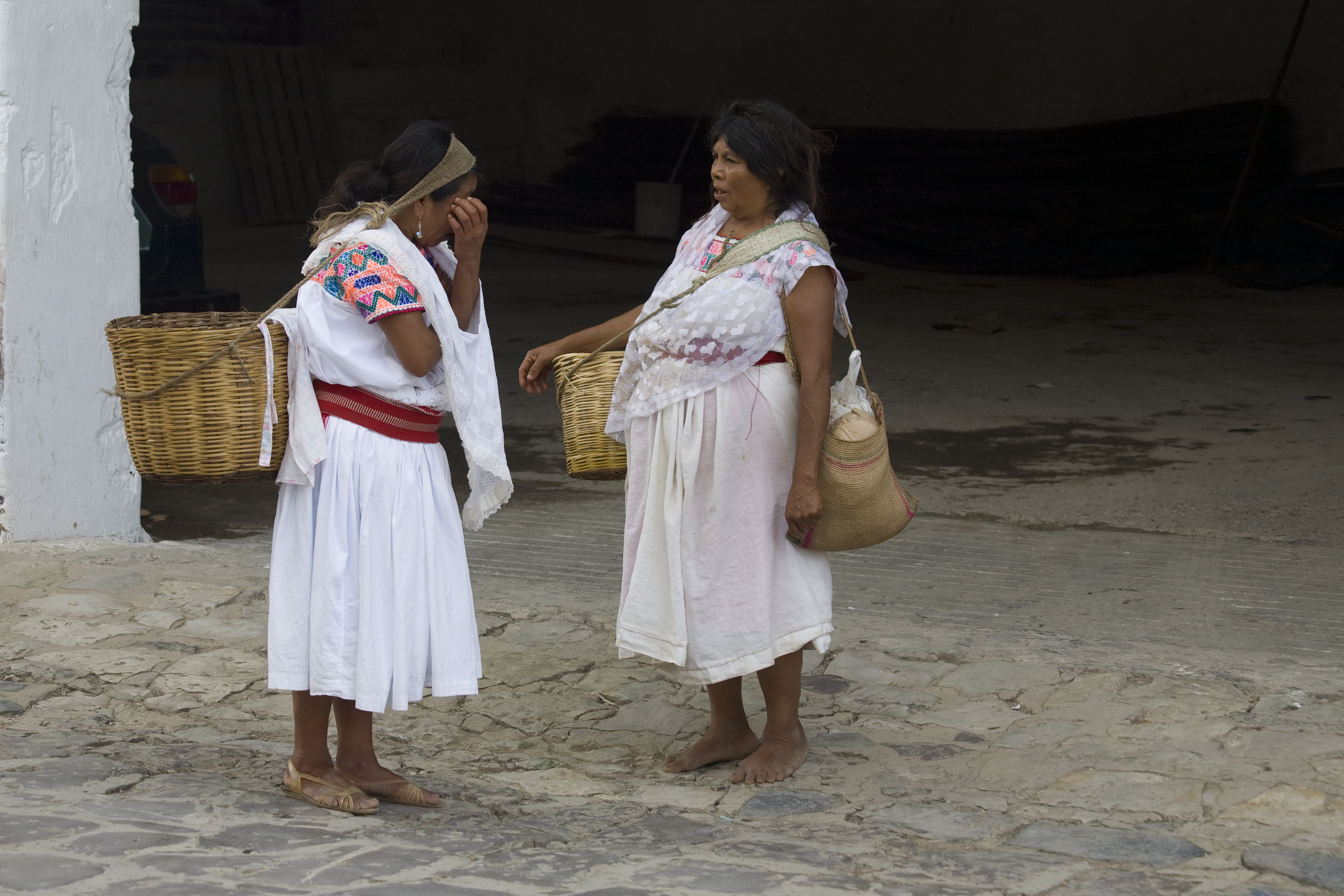
Женщины в национальных костюмах
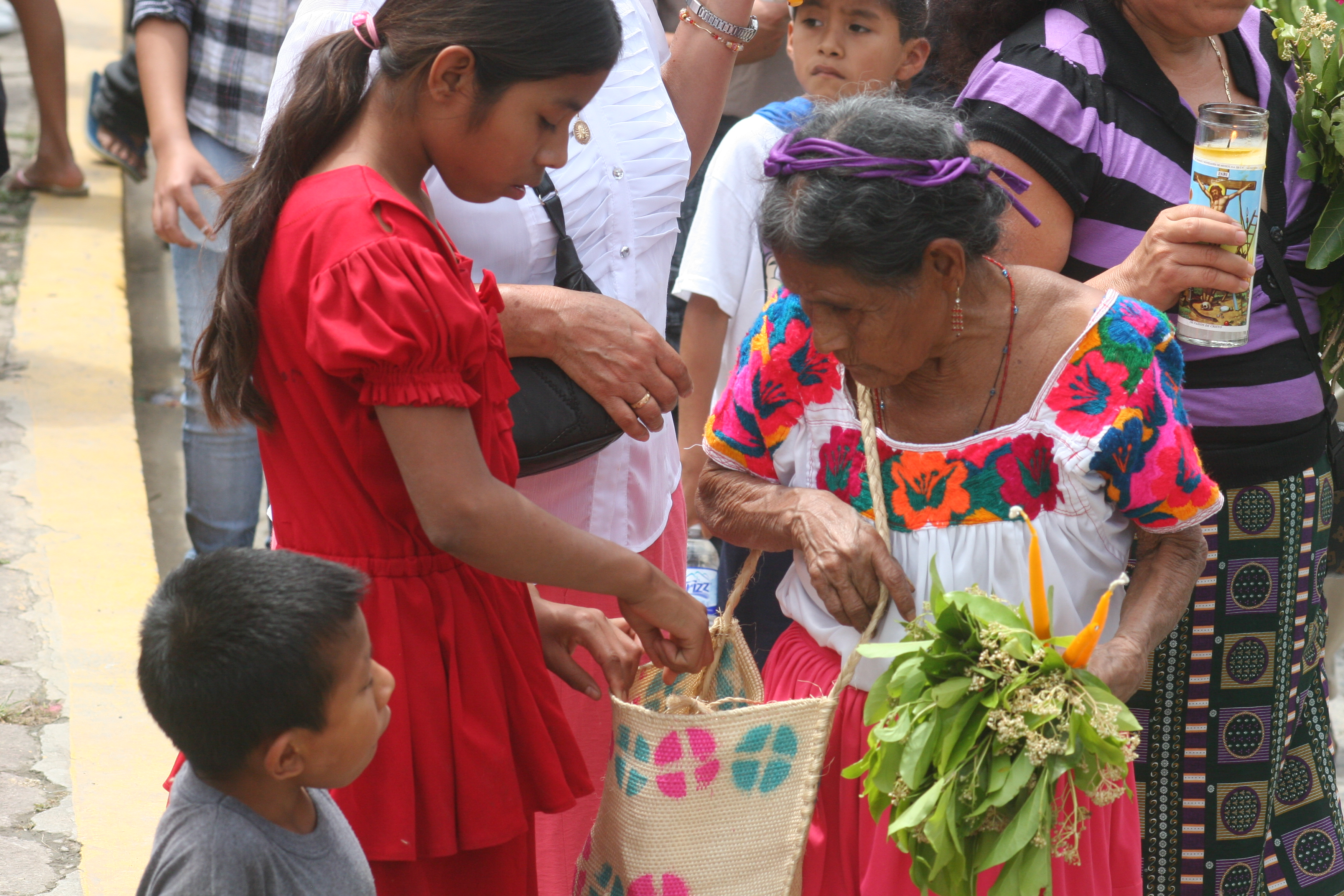
Семья
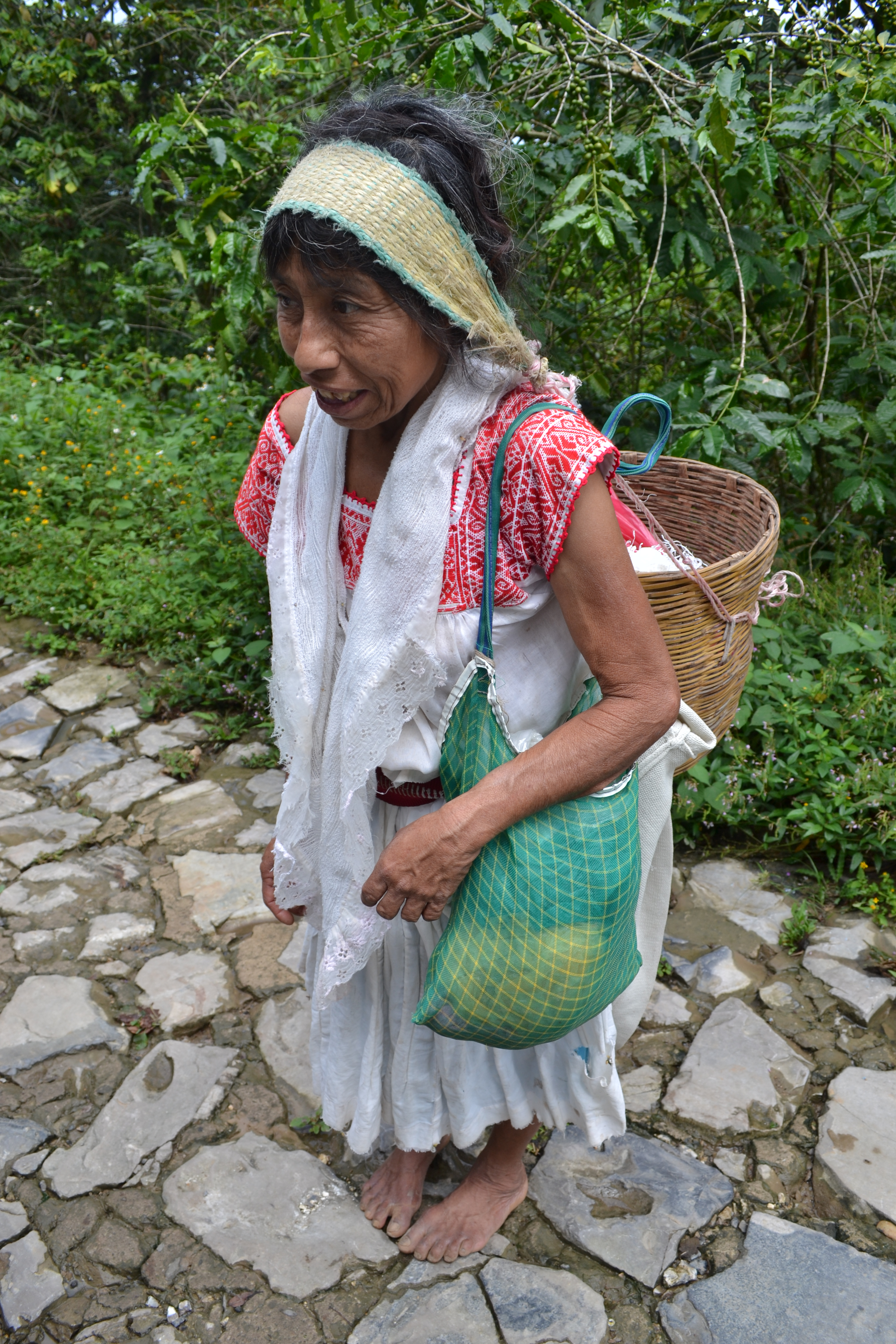
Пожилая женщина с грузом
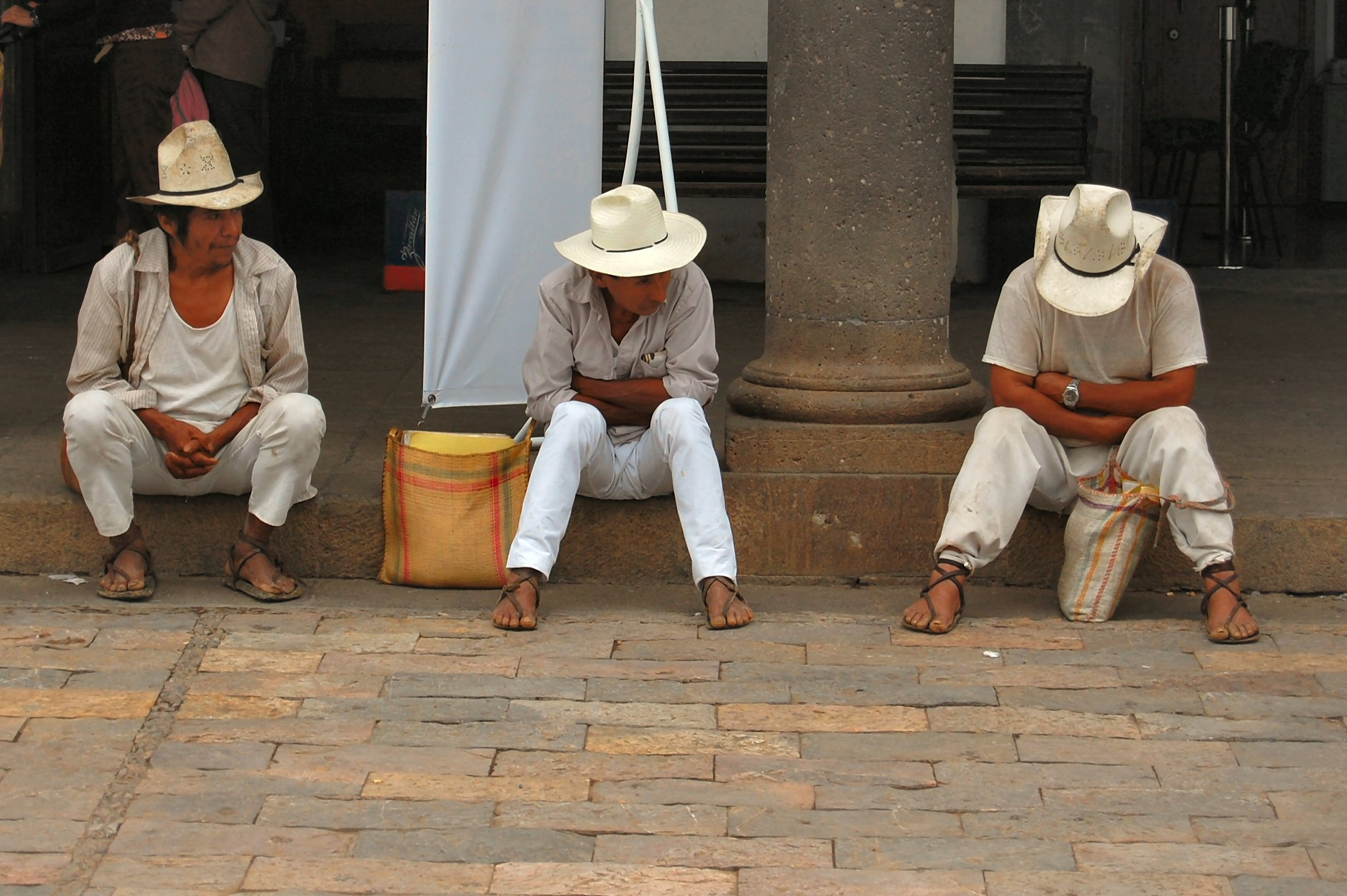
Мужчины сидят у храма
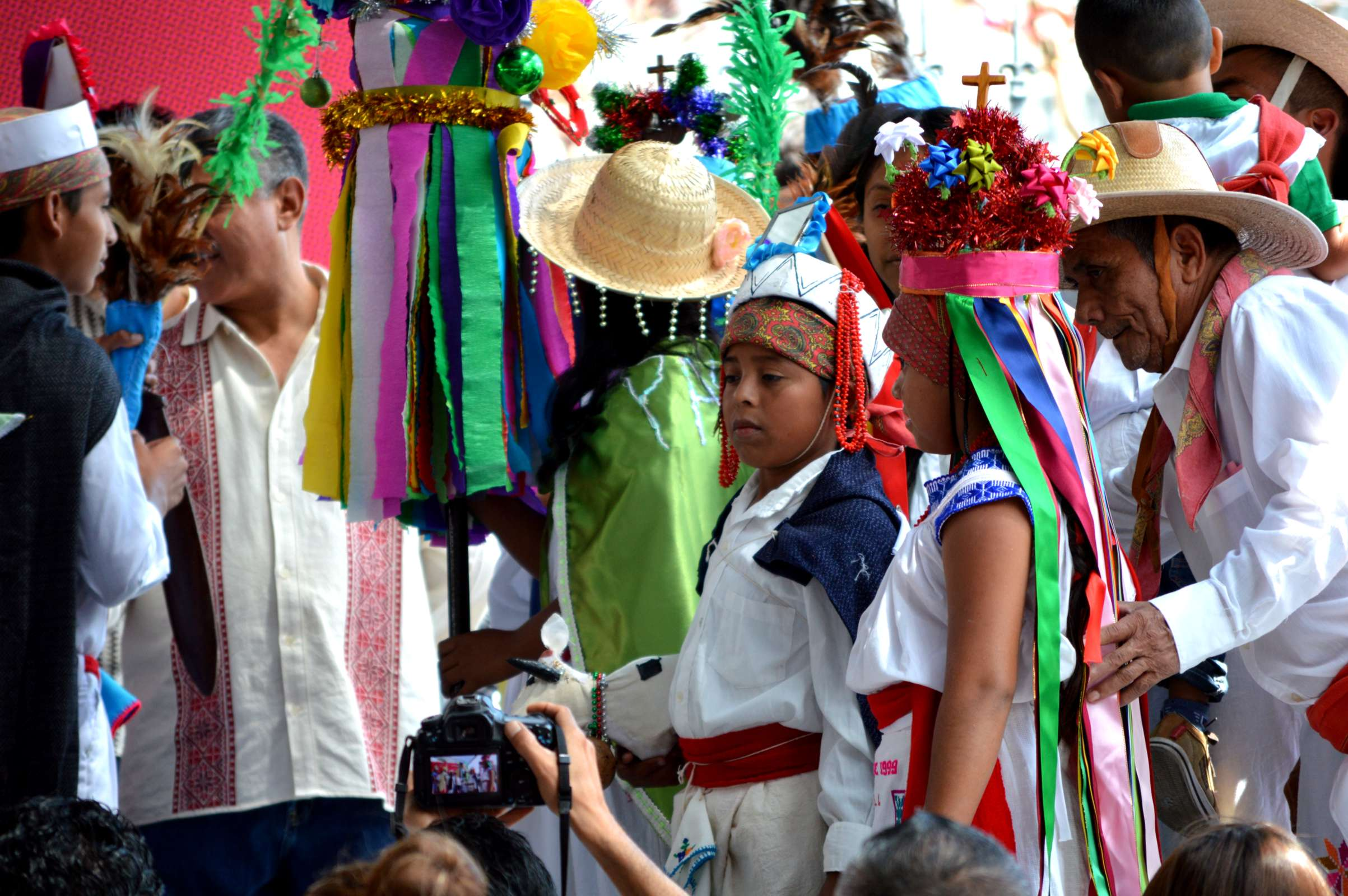
Науа во время религиозной процессии
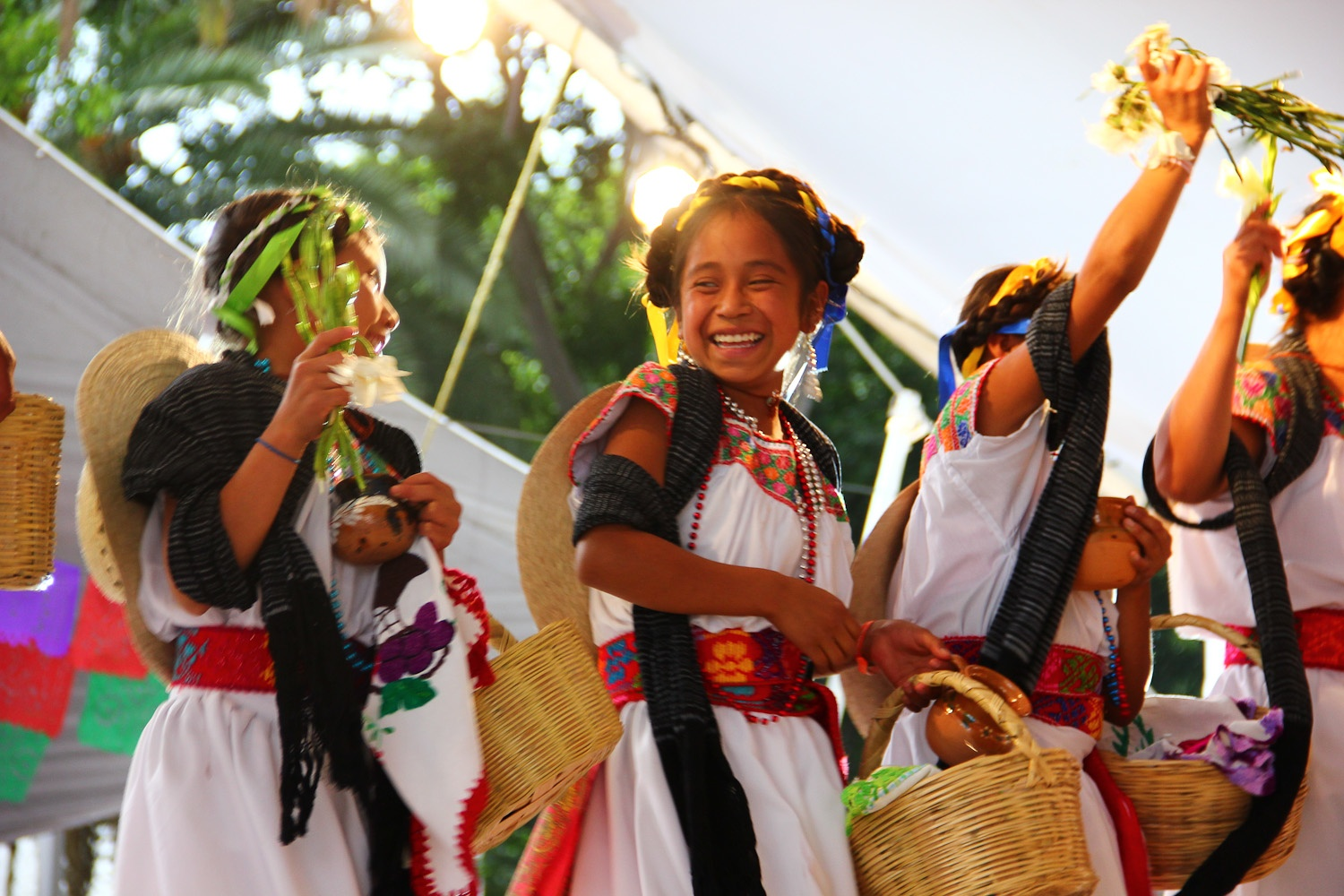
Танцующие девочки